# آنسا-متالوسن

ساختارکلی آنسا متالوسن‌ها که در آن X یک گروه متصل کننده است و اغلب (CH_{2})_{n} یا R_{2}Si (R = آلکیل) است. L _{n} به لیگاندهای اضافی اشاره دارد که ممکن است روی فلز M باشند.

آنسا-متالوسن(به انگلیسی: Ansa-metallocene) نوعی ترکیب آلی فلزی است که شامل دو لیگاند سیکلوپنتادی‌انیل است که توسط یک گروه متصل کننده به هم وصل می‌شوند. این پیوند از چرخش لیگاند سیکلوپنتادی‌انیل جلوگیری می‌کند و اغلب ساختار و واکنش پذیری مرکز فلزی را تغییر می‌دهد. برخی از آنسا-متالوسن‌ها در کاتالیز زیگلر-ناتا فعال هستند، اگرچه هیچ یک از آنها به صورت تجاری استفاده نمی‌شوند. آنسا در زبان یونانی به معنی دسته(handle) است.
غالباً آنسا-متالوسن‌ها از نظر زاویه بین دو گروه سیکلوپنتادی‌انیل تعریف می‌شوند. در تیتانوسن دی‌کلرید، این زاویه ۵۸٫۵ درجه است در حالی که در آنسا-تیتانوسن، Me2Si(C5H4)2TiCl2 این زاویه ۵۱٫۲ درجه است.